# Durango (by)
24°1′45.188″N 104°39′57.820″V / 24.02921889°N 104.66606111°V
 For alternative betydninger, se Durango. (Se også artikler, som begynder med Durango)
Victoria de Durango er hovedstad i den mexikanske delstat Durango. 
Byen blev grundlagt den 8. juli 1563 af Francisco de Ibarra under navnet Villa de Durango. Byen ligger 1880 meter over havet og der bor omtrent 500.000 indbyggere.
Motorvejen der forbinder Durango med Mazatlán i delstaten Sinaloa passerer over den 1124 meter lange Baluarte-broen, en af verdens højeste hængebroer over en stejl og godt 400 meter dyb kløft.